# Alan Pardew
Alan Scott Pardew (født 18. juli 1961 i London, England) er en fodboldtræner og tidligere professionel fodboldspiller fra England. Han var senest manager for Premier League-klubben Crystal Palace. På nuværende tidspunkt er han manager for den engelske fodboldklub West Bromwich Albion. Han har tidl. været manager for de engelske klubber Reading, West Ham United, Charlton Athletic, Southampton og Newcastle United F.C.